# بطولة القتال الأسترالية في 2014
كان عام 2014 هو العام الخامس في تاريخ بطولة القتال الأسترالية، وهي عبارة عن منظمة لفنون القتال المختلطة مقره أستراليا. في عام 2014، عقدت المنظمة 4 أحداث.